# Giussago
Giussago är en ort och kommun i provinsen Pavia i regionen Lombardiet i Italien. Kommunen hade 5 304 invånare (2018).